# Micromation
Micromation Inc. (1978–1983) fue una temprana empresa informática pionera en el diseño, fabricación y venta de sistemas con microordenador, placas de circuito y periféricos. Los productos de la compañía se construyeron alrededor de los primeros procesadores de Intel y Zilog, el BUS S-100, los Sistemas Operativos CP/M (mono-usuario) y MP/M (multi-usuario) de Digital Research. La sede de Micromation y su planta de producción estaban ambos ubicados en San Francisco.
A diferencia de otras empresas informáticas de la misma época, los productos de Micromation estuvieron orientados principalmente a usuarios empresariales más que a los aficionados o consumidores.  Los sistemas de Micromation podrían correr una amplia variedad de aplicaciones de software, que incluían el popular programa de procesamiento de textos WordStar de Micropro, y muchos otros programas disponibles para los sistemas CP/M y MP/M.
La compañía construyó algunos de los primeros sistemas multi-usuario basados en tecnología microprocesador, apoyado por varios terminales de CRT de 16 pulgadas como terminales de usuario. Una característica única de los sistemas de Micromation era el uso del "multi-procesador", significando que un sistema podría contener hasta 16 CPU separadas, una para cada usuario. Esto permitía al sistema soportar múltiples usuarios sin sacrificar el rendimiento. La mayoría de los sistemas multi-usuario del momento utilizaban una sola CPU para correr aplicaciones de múltiples usuarios usando tiempo compartido, lo que resultaba en un rendimiento más bajo.
Micromation construyó y vendió miles de sistemas en EE. UU., Canadá, Europa, Australia y América del Sur, antes de cerrar sus operaciones en 1985. Igual que la mayoría de las primeras compañías dedicadas a los microordenadores, no fue capaz de adaptarse al cambio de mercado que siguió a la introducción del IBM-PC en 1981.

## Historia

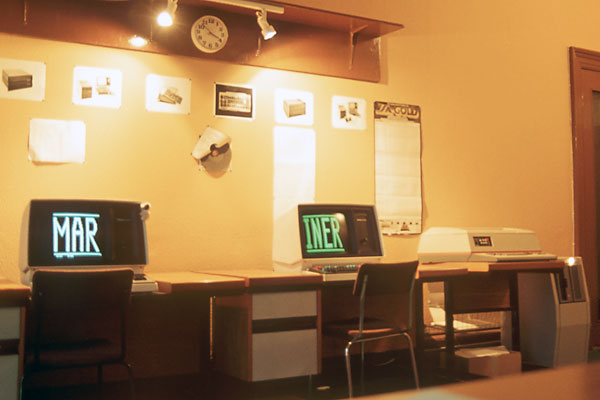
Un sistema Micromation Mariner con dos terminales operativos

Micromation fue fundada en 1977 por Ben Cooper, un ingeniero electrónico y antiguo oficial naval de los EE. UU. La sede de la compañía estuvo ubicada en el centro de San Francisco, mientras la planta de producción estaba ubicada al sur de área comercial de la ciudad.
El primer producto importante de Micromation fue una tarjeta de controladora de disco flexible para el Bus S-100 llamada "Doubler" (doblador), denominada así por su capacidad de duplicar la densidad de bits de las unidades de disquetes flexibles de 8", permitiendo almacenar aproximadamente 256 kilobytes de datos en cada cara de un disquete 8" en lugar de los 128 kilobytes usuales.
Mientras la tarjeta Doubler fue muy exitosa entre los aficionados que se construían sus propios ordenadores con Bus S-100, Micromation empezó a centrarse en construir su primer sistema completo de ordenador con Bus S-100.  El primer sistema se denominó Z-Plus o Z-System, al que se le llamaba cariñosamente "El Ordenador Ataúd" debido a sus lados de forma elongada acabados en madera. Este sistema disponía de una placa principal de control con un procesador Z80 que controlaba el acceso compartido al bus y a los periféricos, y hasta 4 placas de usuario con un procesador Z80, 2Kb de ROM y 64Kb de RAM cada una.
Micromation fue un pionero en el OEM proveyendo a Zendex Corporation de una implementación de la tarjeta controladora de simple disco flexible Intel SBC-202 de doble Densidad MMFM en 1980. Esta controladora de disco fue el único producto de Micromation para el Multibus-I. Zendex vendió centenares de tarjetas de Micromation para sus Sistemas de Desarrollo de Zendex, y posteriormente escribió un Manual de Usuario, extendió la garantía de calidad y dio soporte al usuario para clientes minoristas del modelo ZX-200 de Zendex. Zendex más tarde realizó ingeniería inversa del producto y empezó a producirlas por sí mismos cuando Micromation discontinuó el producto para centrarse en sistemas con Bus S-100.
Le siguieron los modelos M/Systems, Mariner y MiSystem, todos ordenadores empresariales multi-usuario y multi-procesador qué corrían una versión modificada por Micromation del sistema operativo MP/M de Digital Research.